# Верх-Ушнурское сельское поселение
Верх-Ушнурское сельское поселение — муниципальное образование (сельское поселение) в составе Советского района Марий Эл Российской Федерации. Административный центр поселения — село Верх-Ушнур.

## История
Статус и границы сельского поселения установлены Законом Республики Марий Эл от 18 июня 2004 года № 15-З «О статусе, границах и составе муниципальных районов, городских округов в Республике Марий Эл».
В 2009 году в состав Верх-Ушнурского сельского поселения были включены 7 деревень (Кукмарь, Васташуй, Муглово, Пибахтино, Шанер,  Шуймучаш и Янгранур), ранее входившие в состав упразднённого Кукмаринского сельского поселения.

## Численность населения поселения
| 2010  | 2011  | 2012  | 2013  | 2014  | 2015  | 2016  |
| ----- | ----- | ----- | ----- | ----- | ----- | ----- |
| 2035  | ↘2032 | ↘2000 | ↘1932 | ↘1917 | ↘1892 | ↘1844 |
| 2017  | 2018  | 2019  | 2020  | 2021  | 2023  |       |
| ↘1819 | ↘1785 | ↘1745 | ↘1701 | ↘1514 | ↘1469 |       |

## Состав сельского поселения
В состав сельского поселения входят 1 село, 1 посёлок и 16 деревень:
| №  | Населённый пункт | Тип населённого пункта       | Население |
| -- | ---------------- | ---------------------------- | --------- |
| 1  | Васташуй         | деревня                      | 69        |
| 2  | Верх-Ушнур       | село, административный центр | 537       |
| 3  | Колокуда         | деревня                      | 102       |
| 4  | Комсомольский    | посёлок                      | 134       |
| 5  | Кукмарь          | деревня                      | 431       |
| 6  | Кундуштур        | деревня                      | 69        |
| 7  | Куркумбал        | деревня                      | 84        |
| 8  | Маскародо        | деревня                      | 9         |
| 9  | Муглово          | деревня                      | 28        |
| 10 | Немецродо        | деревня                      | 34        |
| 11 | Пибахтино        | деревня                      | 98        |
| 12 | Семейкино        | деревня                      | 42        |
| 13 | Тапшер           | деревня                      | 153       |
| 14 | Тимофеево        | деревня                      | 4         |
| 15 | Шанер            | деревня                      | 66        |
| 16 | Шуймучаш         | деревня                      | 55        |
| 17 | Энермучаш        | деревня                      | 39        |
| 18 | Янгранур         | деревня                      | 81        |